# 1 + 2 + 3 + 4 + ⋯

Перші чотири часткові суми натурального ряду. Зображена парабола є згладжувальною асимптотою цих сум і перетинає вісь ординат на позначці -1/12

Ряд із натуральних чисел — числовий ряд, члени якого є послідовними натуральними числами: {\displaystyle 1+2+3+4+\ldots }; при цьому n-а часткова сума ряду є трикутним числом:
{\displaystyle \sum _{k=1}^{n}k={\frac {n(n+1)}{2}},}
яке необмежено зростає при прямуванні {\displaystyle n} до нескінченності. Оскільки послідовність часткових сум ряду не має скінченної границі, ряд розбіжний.
Попри розбіжність у традиційному сенсі, деякі узагальнені операції над натуральним рядом дозволяють отримати висновки, застосовні в комплексному аналізі, квантовій теорії поля і теорії струн.

## Сума в узагальненому сенсі
Спеціальні методи підсумовування, що використовуються в деяких розділах математики, дозволяють присвоїти скінченні значення розбіжним числовим рядам. Зокрема, один з таких способів надає метод, заснований на регуляризації аналітичного продовження дзета-функції Рімана і підсумовуванні за методом Рамануджана, дозволяють зіставити даному ряду деяке скінченне значення:
{\displaystyle 1+2+3+4+\cdots =-{\frac {1}{12}},}
в узагальненому сенсі суми.

## Часткові суми

Перші шість трикутних чисел

Частковими сумами натурального ряду є 1, 3, 6, 10, 15 і т. д. Таким чином, n-а часткова сума виражається формулою
{\displaystyle \sum _{k=1}^{n}k={\frac {n(n+1)}{2}}.}
Цей вираз був відомим ще Піфагору в VI столітті до н. е. Числа такого виду називають трикутними, оскільки їх можна подати у вигляді трикутника.
Нескінченна послідовність трикутних чисел прямує до {\displaystyle +\infty } і, отже, нескінченна сума натурального ряду також прямує до {\displaystyle +\infty }. Такий результат є наслідком невиконання необхідної умови збіжності числового ряду.

## Сумованість
У порівнянні з іншими класичними розбіжними рядами, натуральному ряду складніше приписати деяке скінченне числове значення, яке має сенс. Існує багато методів підсумовування, деякі з яких є стійкішими і потужнішими. Так, наприклад, підсумовування за Чезаро — широко відомий метод, який підсумовує помірно розбіжний ряд Гранді 1 − 1 + 1 − 1 + … і приписує йому скінченне значення 1/2. Підсумовування методом Абеля є потужнішим методом, який, крім ряду Гранді, дозволяє також підсумувати складніший знаковий ряд натуральних чисел і присвоїти йому значення 1/4.
На відміну від згаданих вище рядів, як підсумовування за Чезаро, так і метод Абеля незастосовні до натурального ряду. Ці методи працюють тільки зі збіжними і гармонічними рядами і не застосовні для ряду, часткові суми якого прямують до +∞. Більшість елементарних визначень суми розбіжного ряду є лінійними і стійкими, а будь-який лінійний і стійкий метод не може присвоїти натуральному ряду скінченного значення. Отже, потрібні розвиненіші методи, такі як регуляризація дзета-функцією або підсумовування Рамануджана.

### Евристичні передумови

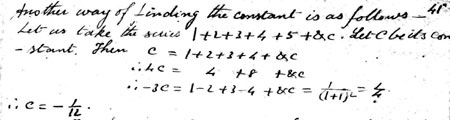
Уривок з першої замітки Рамануджана, що описує скінченне значення ряду

У розділі 8 першого збірника своїх праць Рамануджан показав, що «1 + 2 + 3 + 4 + … = −1/12», використовуючи два способи. Нижче викладено простіший метод, що складається з двох етапів.
Перше ключове спостереження полягає в тому, що ряд 1 + 2 + 3 + 4 + … схожий на знаковий ряд натуральних чисел 1 − 2 + 3 − 4 + …. Попри те, що цей ряд також є розбіжним, з ним значно простіше працювати. Існує кілька класичних способів присвоїти скінченне значення цьому ряду, відомих ще з XVIII століття.
Для того, щоб звести ряд 1 + 2 + 3 + 4 + … до виду 1 − 2 + 3 − 4 + …, ми можемо відняти 4 від другого члена, 8 від четвертого члена, 12 від шостого і т. д. Загальна величина, яку потрібно відняти, виражається рядом 4 + 8 + 12 + 16 + …, який виходить множенням початкового ряду 1 + 2 + 3 + 4 + … на 4. Ці вирази можна записати в алгебричній формі. Що б себою не являла «сума», введемо для неї позначення c = 1 + 2 + 3 + 4 + … помножимо отримане рівняння на 4 і віднімемо друге від першого:
{\displaystyle {\begin{alignedat}{7}c&{}={}&1+2&&{}+3+4&&{}+5+6+\cdots ,\\4c&{}={}&4&&{}+8&&{}+12+\cdots ,\\-3c&{}={}&1-2&&{}+3-4&&{}+5-6+\cdots .\end{alignedat}}}
Друге ключове спостереження полягає в тому, що ряд 1 − 2 + 3 − 4 + … є розкладом у степеневий ряд функції 1/(1 + x)2 при x, рівному 1. Відповідно, Рамануджан робить висновок:
{\displaystyle -3c=1-2+3-4+\cdots ={\frac {1}{(1+1)^{2}}}={\frac {1}{4}}.}
Поділивши обидві частини на −3, отримуємо c = −1/12.
Строго кажучи, існує неоднозначність при роботі з нескінченними рядами в разі використання методів, призначених для скінченних сум (на зразок методів, використаних вище), особливо якщо ці нескінченні ряди розбіжні. Неоднозначність полягає в тому, що якщо вставити нуль у будь-яке місце в розбіжному ряді, існує ймовірність отримати суперечливий результат. Наприклад, дія 4c = 0 + 4 + 0 + 8 + … суперечить властивостям додавання.
Одним із способів обійти цю невизначеність і тим самим обмежити позиції, куди можна вставити нуль, є присвоєння кожному члену ряду значення деякої функції. Для ряду 1 + 2 + 3 + 4 + …, кожен член n є натуральним числом, яке можна подати у вигляді функції n−s, де s — деяка комплексна змінна. Використовуючи таке подання, можна гарантувати, що всі члени ряду послідовні. Таким чином, присвоївши s значення −1, можна виразити розглянутий ряд у строгому вигляді. Реалізація цього способу має назву регуляризації дзета-функцією.

### Регуляризація дзета-функцією

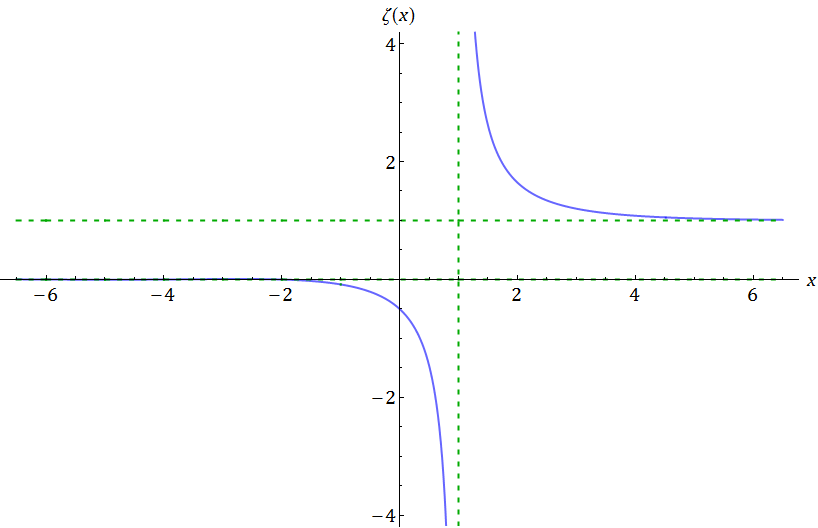
Графік функції ζ(s). Для s > 1, ряд збіжний і ζ(s) > 1. Аналітичне продовження в околі s = 1 приводить до від'ємних значень, зокрема ζ(−1) = −1/12

У цьому методі, ряд {\displaystyle \sum _{n=1}^{\infty }n} замінюють рядом {\displaystyle \sum _{n=1}^{\infty }n^{-s}}. Останній ряд є окремим випадком ряду Діріхле. Якщо дійсна частина s більша від 1, ряд Діріхле збіжний, і його сума являє собою дзета-функцію Рімана ζ(s). З іншого боку, якщо дійсна частина s менша або дорівнює 1, ряд Діріхле розбіжний. Зокрема, ряд 1 + 2 + 3 + 4 + ..., який виходить підстановкою s = −1, не є збіжним. Перевагою переходу до дзета-функції Рімана є те, що, використовуючи метод аналітичного продовження, її можна визначити для s ⩽ 1. Отже, ми можемо отримати значення регуляризованої дзета-функції ζ(−1) = −1/12.
Існує кілька способів довести, що ζ(−1) = −1/12. Один із методів використовує зв'язок між дзета-функцією Рімана і ета-функцією Діріхле η(s). Ета-функція виражається знакозмінним рядом Діріхле, узгоджуючись тим самим із раніше наведеними евристичними передумовами. Тоді як обидва ряди Діріхле збіжні, такі тотожності істинні:
{\displaystyle {\begin{alignedat}{8}\zeta (s)&{}={}&1^{-s}+2^{-s}&&{}+3^{-s}+4^{-s}&&{}+5^{-s}+6^{-s}+\cdots ,&\\2\cdot 2^{-s}\zeta (s)&{}={}&2\cdot 2^{-s}&&{}+2\cdot 4^{-s}&&{}+2\cdot 6^{-s}+\cdots ,&\\(1-2^{1-s})\zeta (s)&{}={}&1^{-s}-2^{-s}&&{}+3^{-s}-4^{-s}&&{}+5^{-s}-6^{-s}+\cdots &=\eta (s).\end{alignedat}}}
Тотожність {\displaystyle (1-2^{1-s})\zeta (s)=\eta (s)} залишається справедливою якщо ми продовжимо обидві функції аналітично в область значень s, де записані вище ряди розбіжні. Підставляючи s = −1, одержимо −3ζ(−1) = η(−1). Відзначимо, що обчислення η(−1) є простішою задачею, оскільки значення ета-функції виражається значенням суми Абеля відповідного ряду і являє собою односторонню границю:
{\displaystyle -3\zeta (-1)=\eta (-1)=\lim _{x\nearrow 1}(1-2x+3x^{2}-4x^{3}+\cdots )=\lim _{x\nearrow 1}{\frac {1}{(1+x)^{2}}}={\frac {1}{4}}.}
Поділивши обидві частини виразу на −3, отримуємо ζ(−1) = −1/12.

### Підсумовування методом Рамануджана
Підсумовування ряду 1 + 2 + 3 + 4 + ... методом Рамануджана також дозволяє отримати значення −1/12. У своєму другому листі до Ґ. Г. Гарді, датованому 27 лютого 1913, Рамануджан писав:
Шановний Сер, я з великим задоволенням прочитав вашого листа від 8 лютого 1913 року. Я очікував, що ви відповісте мені в тому ж стилі, що й професор математики з Лондона, який порадив мені уважно вивчити «Нескінченні ряди» Томаса Бромвіча і не потрапляти в пастку, яку приховують розбіжні ряди. … Я відповів йому, що, згідно з моєю теорією, сума нескінченного числа членів ряду 1 + 2 + 3 + 4 + ... = −1/12. Дізнавшись це, ви зразу ж вкажете в напрямку психіатричної лікарні. Запевняю, ви не зможете простежити нитку міркувань у моєму доведенні цього факту, якщо я спробую викласти їх у єдиному листі.
Метод підсумовування Рамануджана полягає в ізолюванні сталого члена у формулі Ейлера — Маклорена для часткових сум ряду. Для деякої функції f класична сума Рамануджана для ряду {\displaystyle \sum _{k=0}^{\infty }f(k)} визначена як
{\displaystyle c=-{\frac {1}{2}}f(0)-\sum _{k=1}^{\infty }{\frac {B_{2k}}{(2k)!}}f^{(2k-1)}(0),}
де f(2k−1) являє собою (2k-1)-шу похідну функції f і B2k є 2k-м числом Бернуллі: B2 = 1/6, B4 = −1/30 і т. д. Приймаючи f(x) = x, перша похідна f дорівнює 1, а всі інші члени прямують до нуля, тому:
{\displaystyle c=-{\frac {1}{6}}\cdot {\frac {1}{2!}}=-{\frac {1}{12}}.}
Для уникнення суперечностей сучасна теорія методу підсумовування Рамануджана вимагає, щоб функція f була «регулярною» в тому сенсі, що її похідні вищих порядків спадають досить швидко для того, щоб решта членів у формулі Ейлера — Маклорена прямували до 0. Рамануджан неявно мав на увазі цю властивість. Вимога регулярності допомагає уникнути використання методу підсумовування Рамануджана для рядів типу 0 + 2 + 0 + 4 + … тому, що не існує регулярної функції, яка виражалася б значеннями такого ряду. Такий ряд слід інтерпретувати з використанням регуляризації дзета-функцією.

### Неспроможність стійких лінійних методів підсумовування
Лінійний і стійкий метод підсумовування не в змозі присвоїти скінченне значення ряду 1 + 2 + 3 + … («Стійкий» означає, що додавання члена в початок ряду збільшує суму ряду на величину цього члена.) Це твердження можна продемонструвати так. Якщо
1 + 2 + 3 + … = x,
тоді, додаючи 0 до обох частин, отримуємо
0 + 1 + 2 + … = 0 + x = x,
виходячи зі властивості стійкості. Віднімаючи нижній ряд від верхнього, отримуємо
1 + 1 + 1 + … = x − x = 0,
виходячи зі властивості лінійності. Додаючи 0 до обох частин повторно, отримуємо
0 + 1 + 1 + 1 + … = 0
і, віднімаючи два останніх ряди, приходимо до
1 + 0 + 0 + … = 0,
що суперечить властивості стійкості.
Методи, використані вище, для підсумовування 1 + 2 + 3 + … є або тільки стійкими, або тільки лінійними. Наприклад, існує два різних методи, які називають регуляризацією дзета-функцією. Перший є стійким, але нелінійним і визначає суму a + b + c + … множини чисел як значення аналітичного продовження виразу 1/as + 1/bs + 1/cs + при s = −1. Другий метод лінійний, але нестійкий і визначає суму послідовності чисел як значення аналітичного продовження виразу a/1s + b/2s + c/3s при s = 0. Обидва методи присвоюють ряду 1 + 2 + 3 + … значення суми ζ (−1) = −1/12.

## Застосування у фізиці
Значення −1/12 зустрічається в теорії бозонних струн за спроби розрахувати можливі енергетичні рівні струни, а саме нижчий енергетичний рівень.
Регуляризація ряду 1 + 2 + 3 + 4 + … також зустрічається під час розрахунку ефекту Казимира для скалярного поля в одновимірному просторі. Схожі обчислення виникають для тривимірного простору, проте в цьому випадку замість дзета-функції Рімана використовують реальні[уточнити] аналітичні ряди Ейзенштейна.